# Черновол, Татьяна Николаевна
Татья́на Никола́евна Черново́л (укр. Тетяна Миколаївна Чорновол, 4 июня 1979, Киев) — украинская журналистка, общественный деятель и политик. Уполномоченный Правительства Украины по вопросам антикоррупционной политики с 5 марта по 18 августа 2014 года. С 27 ноября 2014 по 29 августа 2019 года — депутат Верховной рады VIII созыва от партии «Народный фронт».
Бывший выпускающий редактор портала «Левый берег». Известна своими расследованиями коррупционных схем и политическими акциями.
Член депутатской фракции политической партии «Народный Фронт» в Верховной Раде Украины VIII созыва, будучи народным депутатом, занимала должность члена Комитета Верховной рады Украины по вопросам национальной безопасности и обороны, а также заместителя председателя Временной следственной комиссии Верховной рады Украины по вопросам расследования обстоятельств хищения государственных средств при предоставлении услуг по сбору опасных отходов гексахлорбензола в Калушском районе Ивано-Франковской области в 2011—2014 годах, члена Постоянной делегации в Парламентской ассамблее Организации Черноморского экономического сотрудничества.

## Биография
Родилась в Киеве, родители происходят из Черкащины. Проживает в селе Гора Бориспольского района Киевской области.
С 1998 по 2001 год Черновол находилась на должности руководителя Информационного центра Чеченской Республики Ичкерия в Киеве, который был создан при содействии Аслана Масхадова. В 2000 году опубликовала несколько репортажей из Чечни.
В 2001 году окончила факультет журналистики Киевского международного института лингвистики и права (ныне Киевский международный университет).
В 2001—2004 годах работала в журнале «ПиК», где вела рубрику «Тема недели». Публиковалась в издании «Обозреватель» и работала там репортером с 2005 до 2009 года.
Далее занялась журналистскими расследованиями. После «Оранжевой революции» начала писать о коррупции. В 2006 году первой начала резонансное расследование о резиденции «Межигорье».
30 марта 2007 народный депутат Украины Ринат Ахметов подал иск в Высокий суд правосудия (англ. High Court of Justice) в Лондоне против интернет-издания «Обозреватель» за публикацию ложной информации о его юности в цикле статей Татьяны Черновол. В начале 2008 года иск был удовлетворён заочно, поскольку никто из ответчиков на суд не явился. В июне 2008 года тот же суд постановил возместить убытки истцу в размере 100 тыс. долларов США. Представители издания заявили о том, что они не были приглашены или проинформированы о дате судебного заседания. Также по информации издания решения британских судей не являются легитимными на Украине.
С 2009 года Татьяна Черновол публикует свои статьи в изданиях «Левый берег» и «Украинская правда»
С 2010 года работала выпускающим редактором портала Lb.ua. Член общественного движения «Стоп цензуре».
1 ноября 2018 года была включена в список украинских физических лиц, против которых российским правительством введены санкции.

## Общественно-политические акции

### «Украина без Кучмы»
В возрасте 17 лет Татьяна Черновол участвовала в акциях УНА-УНСО, впоследствии стала пресс-секретарем организации (на общественных началах). В одной из акций «Украина без Кучмы», на протест против заключения членов УНА-УНСО, вместе с подругой приковала себя к рельсам на железнодорожной станции в Киеве . Когда после кампании «Украина без Кучмы» УНА-УНСО пошла на переговоры с властью, Черновол расценила это как «предательство принципов» и покинула организацию.

### «Янукович, язык — твой приговор»
1 августа 2012, на следующий день после того, как председатель Верховной Рады Владимир Литвин подписал законопроект «Об основах государственной языковой политики» и направил его на подпись Президенту Украины, Татьяна Черновол сделала надпись на дороге возле резиденции Виктора Януковича в Межигорье: «Янукович, язык — твой приговор. Не подписывай!» После этого её задержали сотрудники ГАИ и отправили в Вышгородский райотдел милиции. Дело передали в суд, инкриминируя ей статью 173 — мелкое хулиганство. В тот же день суд оправдал журналистку. Хотя в действиях Татьяны Черновол суд не увидел правонарушения, надпись на асфальте была закрашена в тот же день неизвестными.

### «Межигорье»
24 августа 2012 около двух часов дня Татьяна Черновол прокралась на территорию Межигорья, где пробыла около трех часов, пока её не задержала охрана. За это время журналистка успела сделать мобильным телефоном несколько фотографий, опубликованных впоследствии в сети. Целью акции было показать, что «заборы — это ничто, ни один забор не может защитить врагов Украины от возмущенного народа».

### «Киевсовет»
16 августа 2013 вместе с Игорем Луценко, Егором Соболевым, Александром Марченко и Алексеем Германом (инициатива «Воля») Татьяна Черновол пришла в сессионный зал Киевсовета в знак протеста против проведения запланированный на 19 августа сессии горсовета, срок работы которой закончился 2 июня. Четырёх других активистов арестовали и приговорили к административному аресту на пять суток. Татьяна Черновол пробыла на карнизе Киевсовета, пока её не сняли служащие МЧС. По этому поводу Татьяна Черновол дважды оштрафовали: на 130 гривен за неповиновение милиции и на 113 гривен за хулиганство.

## Политическая деятельность

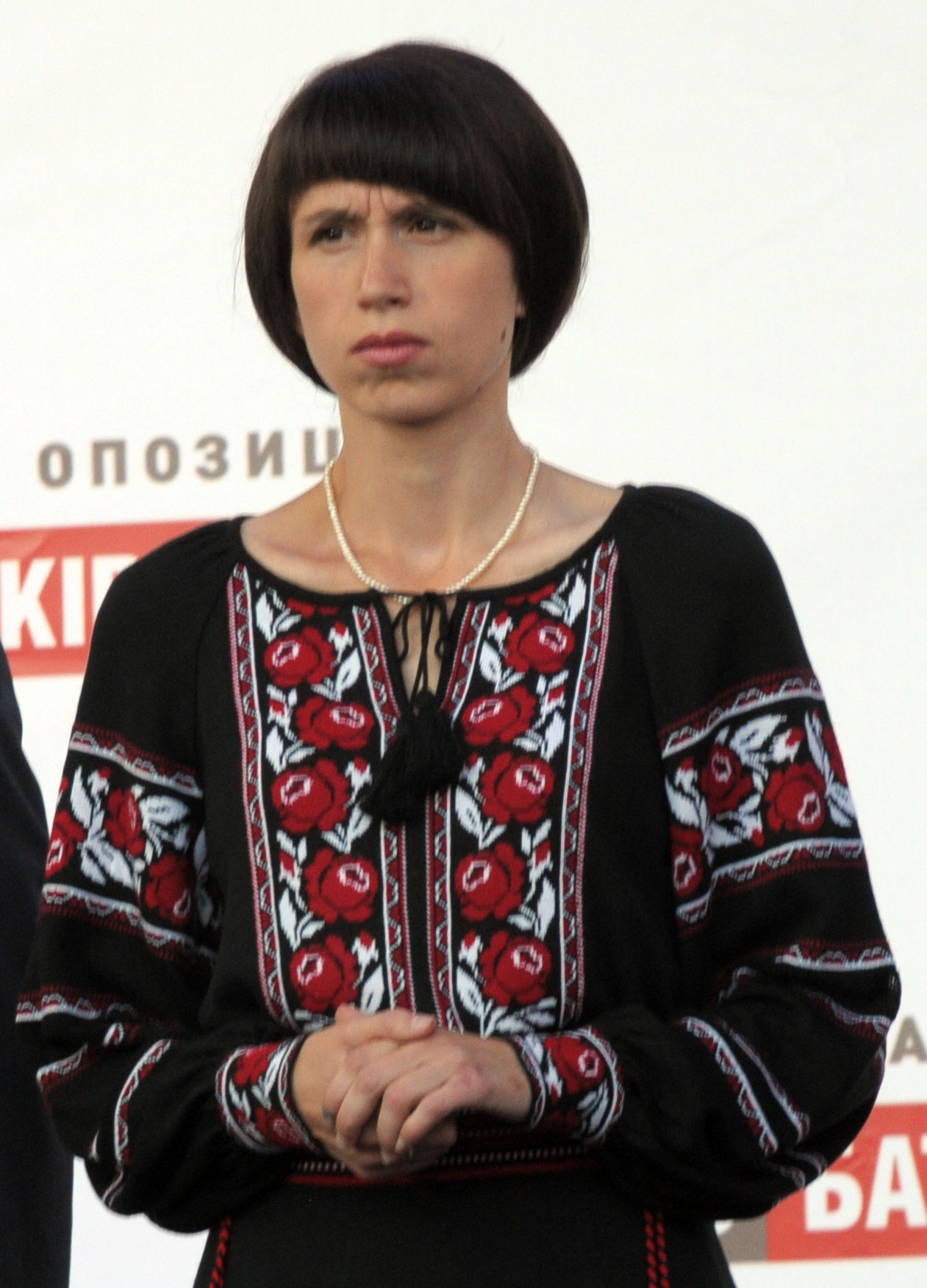
Татьяна Черновол 8 сентября 2012 года во Львове

Татьяна Черновол — кандидат в депутаты Верховной Рады на Парламентских выборах 2012 года по мажоритарному избирательному округу № 120 (Городокский, Мостиский районы, часть Самборского района Львовской области). Выдвинутая партией Всеукраинское объединение «Батькивщина». Татьяна Черновол заняла второе место на выборах, уступив Яровлаву Дубневичу.
5 марта 2014 Кабинет министров Украины назначил её правительственным уполномоченным по вопросам антикоррупционной политики.
3 сентября 2014 уволилась с должности, из-за провала нескольких антикоррупционных инициатив.
10 сентября 2014 Министр внутренних дел Арсен Аваков назначил Татьяну Черновол своим штатным советником.
10 сентября 2014 вместе с Министром внутренних дел Украины Арсеном Аваковым, Министром юстиции Павлом Петренко, экс-секретарем СНБО Андреем Парубием, народными депутатами Вячеславом Кириленко и Лилией Гриневич вступила в состав политсовета партии «Народный фронт», возглавляемой премьер-министром Украины Арсением Яценюком и спикером Верховной Рады Александром Турчиновым.
На внеочередных выборах в Верховную Раду 2014 избрана народным депутатом Украины по партийному списку (№ 2) от партии «Народный фронт»
18 января 2016 Татьяной Черновол вместе с коллегами был зарегистрирован проект Постановления Верховной Рады Украины по внедрению санкций против ОАО «НК „Роснефть“» и её дочерних компаний на Украине.
1 ноября 2018 года были введены российские санкции против 322 граждан Украины, включая Татьяну Черновол.
Участвовала в досрочных парламентских выборах 2019 года от партии «Европейская солидарность» (27 место в партийном списке).

### Краска
13 сентября 2012 журналистку облил ведром зелёной краски неизвестный молодой человек, когда она выходила из лифта на шестом этаже в подъезде своего дома во Львове. По словам соседей, парень ждал Татьяну под подъездом в течение трёх дней. По мнению Татьяны, эту провокацию могли устроить как местные соперники на выборах в Верховную раду 2012 года, так и политики центральных органов власти. За неделю до этого события неизвестные прокололи шины её автомобиля.

### Инциденты 2012—2013 годов
В течение 2012—2013 годов по утверждению журналистки была неоднократно взломана её электронная почта с попыткой рассылки фальсификаций и для извлечения некоторых фото[значимость факта?].
6 октября 2012 Татьяну Черновол избили на её избирательном округе при попытке выяснить происхождение фальшивых листовок от её имени. Листовки с призывом перечислить средства на, якобы, её поддержку, где был указан неизвестный ей счет, распространяли неизвестные. По словам Татьяны Черновол, фальшивых листовок было напечатано около 100 000.

### Покушение на жизнь 25 декабря 2013 года
В ночь с 24 на 25 декабря 2013 года, во время событий Евромайдана, Татьяна Черновол была жестоко избита двумя неизвестными. Это произошло после того, как Черновол ездила снимать дома Министра внутренних дел Виталия Захарченко и генпрокурора Виктора Пшонки. Во время съёмки дома Пшонки за ней следили «беркутовцы».
По данным милиции, избиение произошло после того, как авто Татьяны Черновол прижал и остановил другой автомобиль. По словам самой Татьяны, двое мужчин из машины нападавших разбили окно её машины, она выскочила из машины и начала бежать, но её догнали и жестоко избили. После госпитализации МОЗ официально оценил её состояние как средней степени тяжести. Первая операция была запланирована на 28 декабря.
Народный депутат Сергей Пашинский в своём комментарии Общественному ТВ заявил: «За ней была слежка, электронная в том числе, что могут делать только наши спецслужбы. За ней следили, её перехватили, её заблокировали. Это целая бандитская спецоперация». За несколько дней до избиения Татьяна Черновол сообщила, что у СБУ есть ордер на её арест.
Инцидент с избиением Татьяны Черновол получил широкую огласку. Президент Украины Виктор Янукович лично поручил Министру внутренних дел Виталию Захарченко немедленно принять все необходимые меры для расследования избиения журналистки. Организация «Репортёры без границ» заявила о проведении собственного расследования преступления. Госдепартамент США выразил обеспокоенность насилием и запугиванием против активистов и журналистов Евромайдана, подчеркнув, что «Жестокое избиение Татьяны Черновол вызывает особую тревогу». 27 декабря Татьяну Черновол посетили послы Франции, Швеции, Бельгии, Литвы и представители дипломатических учреждений США и Канады.
25 декабря в сети были опубликованы материалы видеорегистратора из автомобиля Татьяны Черновол. На видео видно, как водитель автомобиля «Porsche Cayenne» многократно «подрезает» машину с регистратором и пытается её остановить. Пассажирами «Porsche Cayenne» были молодые люди в спортивной одежде. Как выяснилось впоследствии, автомобиль «Porsche Cayenne» зарегистрирован на гражданина Храмцова Александра Владимировича. Вскоре было сообщено, что за два месяца до инцидента Храмцов продал авто своему близкому другу.
Правоохранителями было открыто уголовное производство по факту избиения журналистки. Были задержаны владелец автомобиля и ещё трое подозреваемых 7 января 2014 в интервью Hromadske.TV Татьяна Черновол заявила, что нападение на неё произошло по приказу Президента Виктора Януковича.
В феврале 2014 года в резиденции экс-президента Януковича в Межигорье было найдено персональное досье на Татьяну Черновол, а также заметки начальника Службы безопасности Президента Украины Константин Кобзарь с различными записями, которые могут свидетельствовать о непосредственной причастности этого охранника Януковича к слежке и жестокому избиению журналистки.
Как член комитета Национальной безопасности и обороны занималась вопросами бюджетного финансирования работы оборонных заводов по ремонту и модернизации бронетехники, танков и артиллерии. Лоббировала Конструкторское бюро "Луч" и его разработки "Стугна", "Корсар", "Нептун", которые играют существенную роль в отпоре полномасштабного российского вторжения.

### Закон о спецконфискации
Вместе с главой комитета Сергеем Пашинским в 2015 году для финансирования работы оборонных заводов инициировала законопроект о спецконфискации в государственный бюджет Украины активов беглого экс-президента Януковича в виде облигаций на сумму $1,5 млрд, арестованных в банках Украины после Евромайдана. Более двух лет Черновол боролась за конфискацию этих средств, которая была проведена только в мае 2017 года. Черновол выступила автором ряда законопроектов (3025, 4057, 4811, 4890, 5557), которые устанавливали правовой механизм конфискации этих средств, а также следовали законодательству многих западных стран по конфискации необоснованных активов. Однако ни один законопроект не был поддержан Верховной Радой. Черновол заявляла о влиянии таких лиц из окружения Януковича, как Портнов, Курченко, Онищенко с целью недопущения конфискации этих активов. В 2016 году это даже привело к приостановке заводов по ремонту и модернизации военной техники.
В мае в 2017 года Генеральная прокуратура Украины все же конфисковала в государственный бюджет Украины $1,5 млрд в рамках расследования деятельности преступной организации экс-президента Януковича.
Но факт конфискации активов Януковича был жестко раскритикован рядом общественных антикоррупционных организаций Украины. Черновол заявила, что это вызвано тем, что юристы, которые во времена Януковича юридически сопровождали коррупционные схемы режима (в т.ч. схемы Курченка), после Майдана перешли работать в общественные антикоррупционные организации.
Это стало причиной, по которой Черновол инициировала известные правки к закону № 6172 «О предотвращении коррупции», которыми должностные лица общественных антикоррупционных организаций стали обязаны подавать е-декларации.

## Участие в российско-украинской войне
В 2014 году Татьяна Черновол участвовала в обороне Мариуполя в составе батальона «Азов».
С 24 февраля 2022 года Черновол воюет на передовой в составе 72-я отдельнаой механизированной бригады имени Чёрных Запорожцев. За несколько дней до начала полномасштабного российского вторжения она прошла курсы операторов ПТРК и договорилась с КБ "Луч", что оно даст "Стугны" и ракеты — на Татьяну Черновол было оформлено договор ответственного хранения. Принимала участие в боях в Чернигове, на Востоке Украины и в резонансном разгроме 6-го танкового полка РФ в Броварском районе Киевской области.
За уничтожение российской техники с помощью ПТРК "Стугна" Государственное бюро расследований открыло против Черновол криминальное производство, что раскритиковали, как преследование украинских военных.
Имеет воинское звание — младший лейтенант.

## Критика

### «Кнопкодавство»
21 мая 2015 Татьяна Черновол нарушила регламент и проголосовала вместо своей коллеги Елены Ледовских за проект закона № 1912 «О внесении изменений в раздел ХХ „Переходные положения“ Налогового кодекса Украины относительно особенностей налогообложения ввоза и поставки транспортных средств, оснащённых электрическими двигателями». Позже Черновол заявила, что сделала это умышленно.
На самом деле «кнопкодавство» — это позорное явление, но это не самая большая проблема парламента и не та проблема, на которую должны обращать внимание вы все, и поэтому забывать о другом, что влияет на судьбу государства.
Неличное голосование депутатами Верховной рады запрещено Конституцией Украины.

### Радикальные акции
В ноябре 2013 года в ходе беспорядков на «Евромайдане» Черновол разбила стекло и проникла в микроавтобус, в котором находились представители СБУ. Это спровоцировало столкновения между митингующими и сотрудниками «Беркута».
1 декабря того же года Черновол возглавила группу лиц, захвативших здание Киевской городской государственной администрации. По словам журналистки, участникам «Майдана» просто было необходимо здание, где можно «будет погреться, поспать, сходить в туалет». При этом она считает, что не нарушала никаких законов:
КГГА — это был легальный путь. Потому что КГГА — это имущество киевлян, и община города имеет право им распоряжаться. <…> Поскольку Янукович узурпировал КМДА, то народ имеет право реагировать.
18 февраля 2014 года группа протестующих под руководством Черновол разгромила офис Партии регионов на улице Липской в Киеве. При штурме здания активисты кидали коктейли Молотова. В здании на тот момент были люди. Один из них, техник и компьютерщик Владимир Захаров, задохнулся в дыму.
19 марта 2014 года группа людей, вооружённых холодным и огнестрельным оружием, устроила нападение на офис Государственной архитектурно-строительной инспекции. Участники нападения представились представителями Антикоррупционного бюро, возглавляемого Татьяной Черновол. Они угрожали оружием и взяли в плен двоих айтишников, находившихся в это время в здании, а также выносили документы и ценности. Пленных удалось освободить только после прибытия милиции и журналистов.
8 сентября 2014 года Татьяна Черновол напала на министра Кабинета министров Украины Остапа Семерака, расцарапав ему лицо. Причиной конфликта стало то, что министр отказался поддержать законопроект Черновол о Национальном бюро расследований, отдав предпочтение варианту депутата «Блока Порошенко» Виктора Чумака.
15 июня 2015 года Татьяна Черновол спровоцировала конфликт в офисе депутата Александра Онищенко. Черновол забрала документы и стала их фотографировать на iPad. Присутствовавшие в кабинете секретарши пытались убедить депутата, что та не имеет прав и оснований на то, чтобы фотографировать документацию. В конце инцидента возникла потасовка. Обе стороны обвинили друг друга в нападении.
Ранним утром 8 февраля 2016 года Татьяна Черновол вместе с соратниками устроила нападение на палатки «Тарифного майдана», организованного депутатами Верховной рады Сергеем Каплиным и Александром Сугоняко («Блок Петра Порошенко») против решений правительства Арсения Яценюка. По словам Каплина,
Народный депутат вооружилась баллончиками с краской и исписывает палатки. При попытках ему помешать — брызгает краской на наших активистов, бьётся и ругается. Кажется она навеселе. На место приехала полиция, однако стражи порядка просто наблюдают за этим дебошем. Мы обращаемся к полиции с заявлением о повреждении имущества народных депутатов Каплина и Сугоняко.
Официальный представитель Национальной полиции в городе Киеве подтвердила, что на активистов «Тарифного майдана» напала именно Черновол.
18 февраля 2016 года Татьяна Черновол проникла в автомобиль участника акции протеста против деятельности депутата от «Народного фронта» Сергея Пашинского, отказываясь его покидать. В связи с депутатской неприкосновенностью, полицейские ничего не смогли сделать с Черновол, поэтому на место инцидента была вызвана бригада врачей из психиатрической больницы.
Очередной инцидент с нападением на коллегу по парламенту случился 17 марта 2016 года. Во время обсуждения законопроекта № 4057 по поправкам в УПК Украины об отчуждении имущества до решения суда внефракционный депутат Яков Безбах сделал возмущённый выкрик со своего места. После этого Черновол подошла к нему и расцарапала лицо.

### Обвинения в коррупции
Татьяна Черновол по поручению и. о. президента Украины Александра Турчинова встречалась с одиозным активистом Александром Музычко (Сашко Билым) за две недели до его убийства, и рекомендовала ему на несколько месяцев исчезнуть из страны, предложив за это 20 тыс. долларов. По мнению координатора «Правого сектора» в Ровненской области Романа Коваля, Турчинов и Арсен Аваков хотели избавиться от Музычко, сохраняя перед Европой видимость демократии. Позже Черновол подтвердила факт переговоров, пообещав впредь никогда не вести их конфиденциально:
Я для себя сделала ещё один вывод, что я не буду отныне вести конфиденциальные разговоры, только публичные. Считаю, это неправильно, что я в конфиденциальном разговоре пыталась убедить Билого, а в результате меня выставляют, по сути, его убийцей. Поэтому теперь — только публичный путь.
В мае 2016 года волонтёры, занимавшиеся реформированием сектора закупок Министерства обороны Украины, обвинили Татьяну Черновол и Ивана Винника («Блок Петра Порошенко») в том, что те лоббировали поставки в армию 20 тыс. комплектов полевой формы по заниженной цене. При этом форма была бракованной и легко воспламенялась из-за особенностей своего синтетического состава.

### Награждение оружием
В январе 2017 года министр внутренних дел Арсен Аваков наградил народного депутата именным оружием — пистолетом «Форт-9».

## Личная жизнь
Муж — Николай Березовой, был добровольцем в украинском батальоне  «Азов». Погиб 10 августа 2014 года под городом Иловайск Донецкой области в ходе вооружённого конфликта на востоке Украины, указом президента Украины Петра Порошенко от 11 августа 2014 года № 641 был посмертно награждён орденом «За мужество».
От брака есть дочь Иванна (2003 г.р.) и сын Устим (2010 г.р.) Березовые.

## Награды
В 2014 году получила премию имени Герда Буцериуса «Свободная пресса Восточной Европы».